# Антонюк, Александр Михайлович
Алекса́ндр Михайлович Антоню́к (23 мая 1989, Кишинёв, Молдавская ССР, СССР) — молдавский футболист, нападающий клуба «Милсами».

## Биография
Воспитанник кишиневского Центра подготовки юного футболиста «Зимбру». С 2007 года начал привлекаться в основу клуба. В августе 2010 года перешёл в казанский «Рубин».
22 августа 2010 года дебютировал за основной состав в домашнем матче против «Сатурна», вышел на замену на 81-й минуте матча. «Рубин» выиграл со счётом 2:0.
В феврале 2012 года на правах аренды перешёл в «КАМАЗ».

## Семья
Брат Максим также футболист.

## Достижения
- Чемпион Молдавии (1): 2014/15